# Дворський Іван Іванович
Іван Іванович Дворський (6 квітня 1919, Горигляди, Бучацький повіт, ЗУНР, нині Чортківський район Тернопільська область, Україна — 7 квітня 1945, Кенігсберг, Східна Пруссія) — український радянський вояк, навідник станкового кулемету 801-го стрілецького полку 235-ї стрілецької дивізії (43-я армія, 3-й Білоруський фронт). Герой Радянського Союзу (1945, посмертно).

## Життєпис
Народився у селянській сім'ї, був найманим працівником, потім колгоспником. Мобілізований до Червоної армії у 1940 році. На фронті німецько-радянської війни з серпня 1944 року. Брав участь у Східно-Пруській операції РСЧА.
Особливо відзначився під час штурму Кенігсберга. 5 квітня 1945 року, виконуючи завдання командування, І. І. Дворський першим форсував протитанковий рів, заповнений водою, і, встановивши свій кулемет за 30 метрів від траншей супротивника, відкрив вогонь по ворогу. під прикриттям його вогню радянські війська навели переправу й рота вдало форсувала рів, виконавши бойове завдання. Під час штурму форту № 5 6 квітня щільний кулеметний вогонь супротивника зірвав атаку радянської піхоти. Червоноармієць І. І. Дворський зі своїм кулеметом висунувся уперед, встановив його на автостраді, що вела з Шарлотенбурга на Кенігсберг, і сильним вогнем у бік форту заглушив вогонь супротивника, тим самим сприявши вдалій атаці піхоти.
Загинув у бою 7 квітня 1945 року. Похований у місті Кеніґсберзі (нині Калінінград, РФ), у братській могилі № 470 (вул. Комсомольська).

## Нагороди
Указом Президії Верховної Ради СРСР від 19 квітня 1945 року «за зразкове виконання бойових завдань командування на фронті боротьби з німецькими загарбниками та виявлені при цьому відвагу і героїзм», червоноармійцеві Дворському Івану Івановичу присвоєне звання Героя Радянського Союзу (посмертно).
Також нагороджений орденом Червоного Прапора (09.04.1945, посмертно).

## Вшанування
- За радянських часів на його честь проводилися змагання з футболу — Кубок імені Івана Дворського.[2]
- Погруддя у рідному селі та смт. Коропець.
- Його ім'ям названо великий морозильний риболовний траулер КБ-0244 (порт приписки Калінінград).[3]